# Кряк-Бряк
«Кряк-Бряк» (англ. Quack Pack) — мультсериал, выпущенный в 1996 году и являющийся продолжением мультсериала «Утиные истории» (1987—1990). По сюжету, действие происходит после возвращения Дональда с флота. Он забирает своих племянников к себе и начинает самостоятельно заниматься их воспитанием.

## Персонажи
- Дональд Дак (англ. Donald Duck) — дядя Хьюи, Дьюи и Луи. Служил в ВМФ. Работает оператором на телевидении.
- Хьюи, Дьюи и Луи (англ. Huey, Dewey and Louie) — племянники Дональда.
- Дейзи Дак (англ. Daisy Duck) — девушка Дональда. Работает корреспондентом в программе «Вокруг планеты» (в некоторых сериях — в программах «С миру по нитке», «Вроде в природе»).
- Гвамки (англ. Gwampki) — повар из соседнего кафе, друг семьи Дональда.
- Людвиг фон Дрейк (англ. Ludwig von Drake) — пожилой селезень-изобретатель, заменил Винта Разболтайло в этом сезоне сериала.
- Кент Пауэрс (англ. Kent Powers) — директор программы «Вокруг планеты», начальник Дейзи и Дональда.

## Список серий
| #  | Русское название                    | Оригинальное название           | Трансляции в США |
| -- | ----------------------------------- | ------------------------------- | ---------------- |
| 1  | Супергерои                          | The Really Mighty Ducks         | 3 сентября 1996  |
| 2  | Остров одного злодея                | Island of the Not So Nice       | 4 сентября 1996  |
| 3  | Венценосец                          | Leader of the Quack             | 5 сентября 1996  |
| 4  | Главное не отдать концы             | All Hands on Duck!              | 10 сентября 1996 |
| 5  | Держи вора                          | Pride Goeth Before the Fall Guy | 11 сентября 1996 |
| 6  | Жажда скорости                      | Need 4 Speed                    | 12 сентября 1996 |
| 7  | Не думай о микробах свысока         | The Germinator                  | 17 сентября 1996 |
| 8  | Опоздание, которого не было         | The Late Donald Duck            | 18 сентября 1996 |
| 9  | Кряк - суфле                        | Tasty Paste                     | 19 сентября 1996 |
| 10 | Самый очумелый сюжет                | Phoniest Home Videos            | 24 сентября 1996 |
| 11 | Возвращение супергероев             | Return of the T-Squad           | 25 сентября 1996 |
| 12 | Кто спасёт золотую рыбку?           | Koi Story                       | 26 сентября 1996 |
| 13 | Готовь-с, цель-с, кряк!             | Ready, Aim... Duck!             | 1 октября 1996   |
| 14 | Молекулярные метаморфозы            | Pardon My Molecules             | 2 октября 1996   |
| 15 | Соседей не выбирают                 | Unusual Suspects                | 3 октября 1996   |
| 16 | Декларация независимости            | Ducklaration of Independence    | 8 октября 1996   |
| 17 | Дональд впадает в детство           | Can't Take a Yolk               | 9 октября 1996   |
| 18 | Через брекеты к звёздам             | Heavy Dental                    | 10 октября 1996  |
| 19 | Землетрясение, которого не было     | Duck Quake                      | 15 октября 1996  |
| 20 | На крючке у когтя                   | Long Arm of the Claw            | 16 октября 1996  |
| 21 | Карманные герои                     | Shrunken Heroes                 | 17 октября 1996  |
| 22 | Снежный ком ревности                | Snow Place to Hide              | 22 октября 1996  |
| 23 | Хьюи Дак — частный сыщик            | Huey Duck, P.I.                 | 23 октября 1996  |
| 24 | Пришёл, увидел, разгромил           | Take My Duck, Please            | 24 октября 1996  |
| 25 | Вперёд в поход                      | Ducks by Nature                 | 29 октября 1996  |
| 26 | Рецепт приключения                  | Recipe for Adventure            | 30 октября 1996  |
| 27 | Мальчик, закричавший «призрак»      | The Boy Who Cried Ghost         | 31 октября 1996  |
| 28 | Мне повезло, я видел НЛО            | I.O.U. a U.F.O.                 | 5 ноября 1996    |
| 29 | Загадочное исчезновение аллигаторов | Gator Aid                       | 6 ноября 1996    |
| 30 | Жаркий денёк                        | None Like It Hot                | 7 ноября 1996    |
| 31 | Милый дядюшка                       | Ducky Dearest                   | 12 ноября 1996   |
| 32 | Телепортация невыполнима            | Transmission: Impossible        | 13 ноября 1996   |
| 33 | Бдительные соседи                   | Nosy Neighbors                  | 14 ноября 1996   |
| 34 | Равнение на героя                   | Hit the Road, Backwater Jack    | 19 ноября 1996   |
| 35 | Кошачьи страсти                     | Cat & Louse                     | 20 ноября 1996   |
| 36 | Стать героем мне не сложно          | Hero Today, Don Tomorrow        | 21 ноября 1996   |
| 37 | Капитан Дональд                     | Captain Donald                  | 26 ноября 1996   |
| 38 | Всё или ничего                      | Stunt Double or Nothing         | 27 ноября 1996   |
| 39 | Грабёж на глиняных ногах            | Feats of Clay                   | 28 ноября 1996   |